# Moofushi

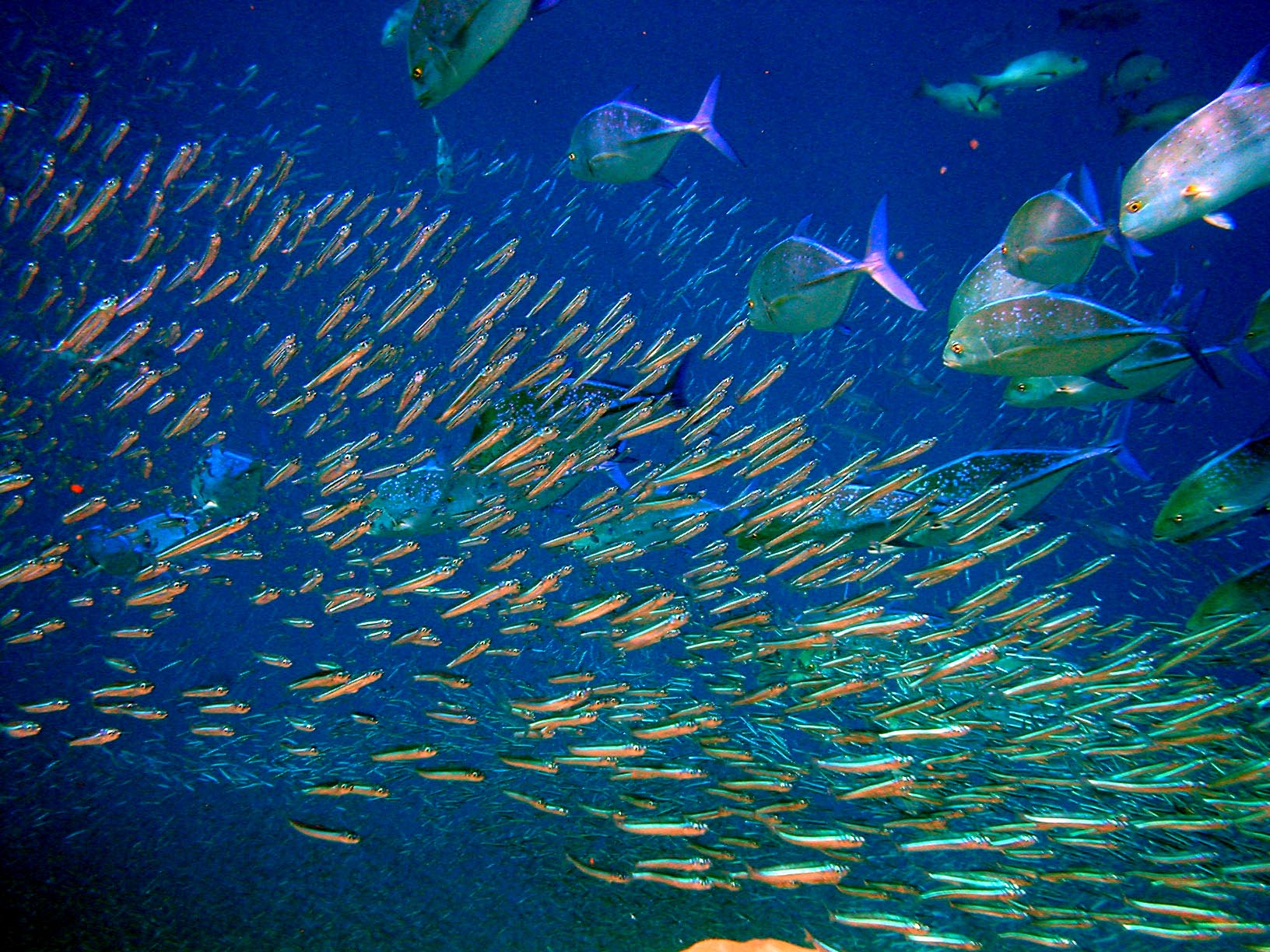
Un'immagine del pesce che si può ammirare nella pass di Moofushi; carangidi a caccia di cibo attaccano coordinatamente un banco di mushimas.

Moofushi (pron. muufuʂi, senz'accenti tonici, dal maldiviano moo, "radice" e fushi, "isola" = "Isola delle Radici") è un'isola delle Maldive, che si trova nella zona centro-occidentale dell'Atollo di Ari, a un paio di miglia dalla barriera esterna dell'atollo; l'isola è situata a lato di una delle pass (Moofushi Kandu) più conosciute dai subacquei per la ricchezza del pesce pelagico in transito. La barriera corallina di Moofushi ha tuttavia subito pesantemente lo sbiancamento dei coralli avvenuto nel 1998 e non ha ancora recuperato completamente.
Da un punto di vista amministrativo fa parte dell'Atollo Alif Dhaal.